# Анхело Пресіадо
Анхело Пресіадо (ісп. Angelo Preciado, нар. 18 лютого 1998) — еквадорський футболіст, захисник празької «Спарти» і національної збірної Еквадору.
Володар Кубка Бельгії.

## Клубна кар'єра
Народився 18 лютого 1998 року. Вихованець юнацьких команд футбольних клубів «Америка» (Кіто) та «Індепендьєнте дель Вальє».
У дорослому футболі дебютував 2018 року виступами за команду «Індепендьєнте дель Вальє», в якій провів три сезони, взявши участь у 65 матчах чемпіонату.  Більшість часу, проведеного у складі «Індепендьєнте дель Вальє», був основним гравцем захисту команди.
До складу бельгійського «Генка» приєднався у січні 2021 року за 3 мільйони євро.
У вересні 2023 року перейшов до празької «Спарти» за 2,5 млн євро.

## Виступи за збірні
2017 року залучався до складу молодіжної збірної Еквадору. На молодіжному рівні зіграв у 3 офіційних матчах.
2018 року дебютував в офіційних матчах у складі національної збірної Еквадору.
У складі збірної був учасником розіграшу Кубка Америки 2021 року у Бразилії.
| Дата       | Місто          | Господарі | Результат | Гості    | Турнір                          | Голи | Примітки |
| ---------- | -------------- | --------- | --------- | -------- | ------------------------------- | ---- | -------- |
| 12-10-2018 | Доха           | Катар     | 4 – 3     | Еквадор  | товариський матч                | -    | 46'      |
| 16-10-2018 | Доха           | Оман      | 0 – 0     | Еквадор  | товариський матч                | -    | 46'      |
| 26-3-2019  | Гаррісон       | Гондурас  | 0 – 0     | Еквадор  | товариський матч                | -    | 80'      |
| 8-10-2020  | Буенос-Айрес   | Аргентина | 1 – 0     | Еквадор  | Відбір до ЧС 2022               | -    | 46'      |
| 13-10-2020 | Кіто           | Еквадор   | 4 – 2     | Уругвай  | Відбір до ЧС 2022               | -    |          |
| 12-11-2020 | Ла-Пас         | Болівія   | 2 – 3     | Еквадор  | Відбір до ЧС 2022               | -    |          |
| 17-11-2020 | Кіто           | Еквадор   | 6 – 1     | Колумбія | Відбір до ЧС 2022               | -    | 89'      |
| 20-6-2021  | Ріо-де-Жанейро | Венесуела | 2 – 2     | Еквадор  | Копа Америка 2021 - 1-й етап    | -    | 45+3'    |
| 23-6-2021  | Гоянія         | Еквадор   | 2 – 2     | Перу     | Копа Америка 2021 - 1-й етап    | -    |          |
| 27-6-2021  | Гоянія         | Бразилія  | 1 – 1     | Еквадор  | Копа Америка 2021 - 1-й етап    | -    |          |
| 3-7-2021   | Гоянія         | Аргентина | 3 – 0     | Еквадор  | Копа Америка 2021 - чвертьфінал | -    | 20' 83'  |
| 7-10-2021  | Гуаякіль       | Еквадор   | 3 – 0     | Болівія  | Відбір до ЧС 2022               | -    | 49'      |
| 10-10-2021 | Каракас        | Венесуела | 2 – 1     | Еквадор  | Відбір до ЧС 2022               | -    | 65'      |
| 14-10-2021 | Барранкілья    | Колумбія  | 0 – 0     | Еквадор  | Відбір до ЧС 2022               | -    | 87'      |
| Усього     |                | Матчів    | 14        |          | Голів                           | 0    |          |

## Титули і досягнення
- Переможець Південноамериканського кубка (1):

«Індепендьєнте дель Вальє»: 2019
- Володар Кубка Бельгії (1):

«Генк»: 2020-2021
- Чемпіон Чехії (1):

«Спарта»: 2023-2024
- Володар Кубка Чехії (1):

«Спарта»: 2023-2024